# Ковалінас Микола Анатолійович
Микола Анатолійович Ковалінас (нар. 30 червня 1964, смт Володимирець Рівненської області, Української РСР) — український композитор, музикознавець, педагог, кандидат мистецтвознавства (1995), доцент (1999), член Правління Національної спілки композиторів України (НСКУ) (1993).

## Життєпис
Микола Ковалінас народився 1964 року на Рівненщині. У 1990 році він закінчив Київську державну консерваторію (клас Геннадія Ляшенка). Потім навчався в аспірантурі Київської консерваторії, яку закінчив у 1994 році. Того ж року розпочав свою трудову діяльність в альма-матер (нині — Національна музична академія України імені Петра Чайковського). Також працював у Дитячій академії мистецтв.
У 2003 році обійняв посаду професора кафедри композиції, інструментування та музично-інформаційних технологій Національної музичної академії України.

## Наукова та творча діяльність
Микола Ковалінас — автор симфонічної та камерно-інструментальної музики. Досліджує творчий процес композитора. Запропонував оригінальну методику вивчення нотних текстів, наближену до перебігу творчого процесу композитора.
У 1994 році захистив кандидатську дисертацію на тему «Сонорне формотворення: логос творчості»

### Наукові праці
- От диалектики творческого процесса к диалектике музыкального произведения // Музичний твір як творчий процес: Науковий вісник Національної музичної академії України імені Петра Чайковського. Київ, 2002. Вип. 21;
- Про новий принцип музично-теоретичної освіти композиторів // Проблематика музичної освіти. Київ, 2003;
- Логика как предмет музыки // Київське музикознавство. Київ, 2004. Вип. 16;
- Про інше у Веберна // УМ. 2006. Вип. 35;
- Композитор в системі діалектики музичної освіти // Музична педагогіка: Науковий вісник Національної музичної академії України. Київ, 2007. Вип. 54.

### Музичні твори
- для симф. оркестру — Концерт (1990),
- «Concertare-piccolo № 2» (1992);
- для фагота і 9-ти віолончелей — «Concertino–1991» (1991);
- для сопрано, квінтету інструменталістів та магнітної плівки — «Frutto di abbacare (canzoni dissonanti)» (1991);
- для 12-ти виконавців — «Rondo–111» (1994);
- «Електронний Sasha Lagosha» (2001);
- для альта і фортепіано — «Sasha Lagosha» (2002);
- для електроніки — «Canon perpetuus (enigmaticus)» (2002);
- для фортепіано у 6 рук — «Мудреці» (2003);
- для фортепіано — «Різдвяна зірка» (2006).